# Срещу всички
Срещу всички (на чешки: Proti všem) е историческа драма от 1958 г., режисирана от Отокар Вавра с участието на Зденек Степанек и Крисчън Слейтър. Сценарият е базиран на едноименния роман на Алоис Ирасек.
Филмът ни отвежда в XV век, където разказва историята на хуситските войни между Бохемия и Кръстоносците от цяла Европа.

## В ролите
| Актьор          | Роля                    |
| --------------- | ----------------------- |
| Зденек Степанек | Ян Жижка                |
| Густав Хилмар   | Цетибор Хвоздненски     |
| Власта Матулова | Здена                   |
| Бедрих Карен    | Църковен прево̀(ст)      |
| Ян Пивец        | Сигизмунд Люксембургски |